# I Want Your Love (chanson de Chic)
Pour les articles homonymes, voir I Want Your Love.
Singles de Chic
Le Freak
(1978) Good Times
(1979)
I Want Your Love est une chanson du groupe américain Chic issue de leur deuxième album, C'est Chic sorti en 1978. Elle est composée par Bernard Edwards et Nile Rodgers. Alfa Anderson est la voix soliste, secondée par Luci Martin. La chanson est devenue un succès, suite de leur emblématique Le Freak.
Aux États-Unis, I Want Your Love a été classé numéro 1 dans le Hot Dance Club Songs du Billboard en novembre 1978 et numéro 5 au Hot R&B/Hip-Hop Songs en juin 1979. Il a culminé à la 7e place dans le classement Billboard Hot 100 en mai 1979, et est resté dans le classement 19 semaines. Au Royaume-Uni, la chanson atteint la 4e place (la position la plus élevée de tous les singles de Chic), et a passé 11 semaines dans les classements.
I Want Your Love est écrit dans la tonalité de  La mineur.

## Liste des titres
Toutes les chansons sont écrites et composées par Bernard Edwards et Nile Rodgers.
| A. | I Want Your Love | 3:28 |
| B. | (Funny) Bone     | 3:41 |

| A. | I Want Your Love | 6:53 |
| B. | (Funny) Bone     | 3:41 |

## Réception critique
« [La chanson] tourbillonne autour d'un subtil riff entrelaçant cuivres et cordes qui monte et s'élève jusqu'à ce que le morceau entre en lévitation », a déclaré Rolling Stone.
Jason Birchmeier de AllMusic a qualifié la chanson de « succès intemporel des pistes de danse » et un « hymne dancefloor ».
Amy Hanson de AllMusic : « La suite douce et rythmée au succès épique Le Freak, I Want Your Love, s'est révélée être un tube à part entière début 1979. Et bien que du point de vue commercial il n'ait pas foudroyé comme le précédent, il était épatant, et le meilleur exemple de la facilité avec laquelle Bernard Edwards et Nile Rodgers étaient en osmose pour écrire une chanson. Simple, pourtant extraordinairement élaborée, c'est une lamentation amère et autobiographique d'un amour non-réciproque par Nile Rodgers. Le gimmick de quatre notes qui domine le morceau est joué par des cloches tout au long de l'intro, avant d'être cadencé par les cordes, qui conduisent la mélodie. Répété par les cuivres et les voix, le refrain légèrement mélancolique « I want your love, I need your love » était la répétition passionnée qui fit de la chanson une spirale attachante et interminable — un chef-d'œuvre sonique. »

## Classements et certifications
| Classement (1979)                      | Meilleure position |
| -------------------------------------- | ------------------ |
| Allemagne (GfK Entertainment)          | 27                 |
| Australie (Kent Music Report)          | 81                 |
| Belgique (Flandre Ultratop 50 Singles) | 21                 |
| Canada (RPM Top Singles)               | 10                 |
| Canada (RPM Top Disco Singles)         | 3                  |
| États-Unis (Hot 100)                   | 7                  |
| États-Unis (Adult Contemporary)        | 9                  |
| États-Unis (Dance Club Songs)          | 1                  |
| États-Unis (R&B/Hip-Hop Songs)         | 5                  |
| Irlande (IRMA)                         | 20                 |
| Nouvelle-Zélande (RMNZ)                | 15                 |
| Pays-Bas (Nederlandse Top 40)          | 14                 |
| Pays-Bas (Single Top 100)              | 14                 |
| Royaume-Uni (UK Singles Chart)         | 4                  |

| Classement (1979)              | Position |
| ------------------------------ | -------- |
| Canada (RPM Top Singles)       | 78       |
| États-Unis (Hot 100)           | 62       |
| Royaume-Uni (UK Singles Chart) | 40       |

### Certifications
| Région                                                                                                 | Certification | Ventes/Streams |
| --- | ------------- | -------------- |
| États-Unis (RIAA)                                                                                      | Or            | 1 000 000^     |
| *Ventes selon la certification ^Mise en rayon selon la certification xNon précisé par la certification |               |                |

## Reprises, remixes et échantillonnages
- Paul Rutherford (ex-membre de Frankie Goes to Hollywood), a repris "I Want Your Love" sur son album solo de 1989, Oh World.
- L'ancien membre de Today, Big Bub, a samplé "Need Your Love" avec Queen Latifah et Heavy D sur son album de 1997, Timeless.
- Le musicien électro Ali Love, a repris le titre sur son maxi paru en 2007, Secret Sunday Lover.
- En 2007, la chanteuse américaine Jody Watley et ancien membre du groupe Shalamar, sort sa reprise de I Want Your Love en single issue de son neuvième album The Makeover sorti en 2006. Sa version s'est classée à la 1re position du classement Hot Dance Club Songs[25]
- L'interprète de variété Quentin Elias, a repris le titre sur son album en 2010.
- Le duo RnB et hip-hop Navigators a sorti son 3e single à succès Superstar, qui échantillonne la basse de I Want Your Love. "Superstar" a atteint la 20e position dans les classements suédois, et y resté 1 semaines.
- Echantillonné en 2010 dans le titre Fashion Beats par The Black Eyed Peas, de l'album The Beginning.
- En 2015, Lady Gaga et Nile Rodgers ont enregistré une version de cette chanson pour la vidéo promotionnelle printemps/été 2016 de Tom Ford, réalisée par Nick Knight. Ford a d'abord demandé à Rodgers d'actualiser le morceaux, il a ensuite recruté Lady Gaga pour les parties vocales. La vidéo a été publiée en premier sur le site officiel de Ford.